# Виссекерке (замок)
Виссекерке (нидерл. Kasteel Wissekerke) — старинный замок, расположенный в деревне Базель в провинции Восточная Фландрия, Бельгия. Замок находится в районе польдера на левом берегу Шельды. В 1981 году по рекомендации Королевской комиссии по памятникам и достопримечательностям замок, сторожка, железный подвесной мост и голубиная башня были классифицированы как памятник архитектуры. Замковый парк открыт для публики. Виссекерке по своему типу относится к замкам на воде.

## История

### Ранний период

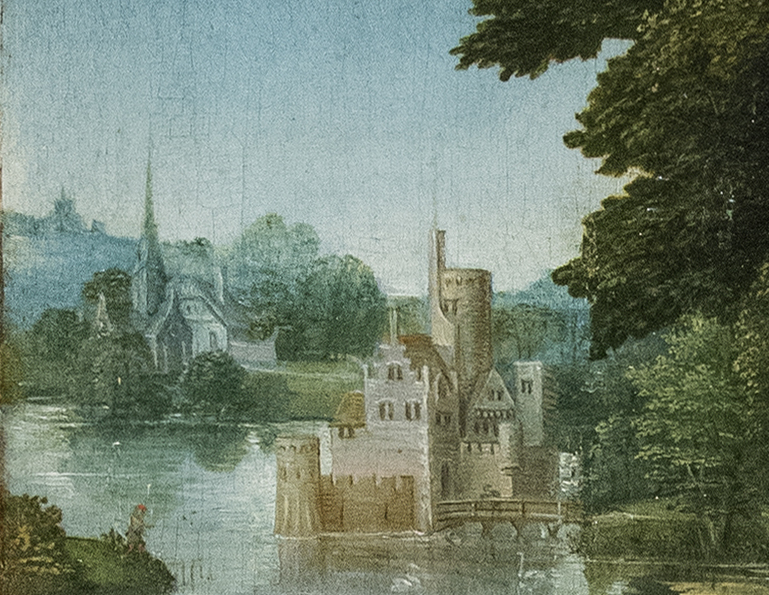
Изображение замка на рисунке XVI века

Имение Виссекерке было одним из самых крупных в графстве Фландрия в Средние века. Первые укрепления на месте нынешнего замка появились в середине XII века. Тогда же по периметру были прорыты глубокие рвы, заполненные водой. Внутрь можно было попасть только по подъёмным мостам. Однако от раннего сооружения ничего не сохранилось. На протяжении столетий замок неоднократно перестраивался и утратил первоначальный вид.
Радикальная перестройка, в частности, была произведена после того, как войска Филиппа ван Марникса в 1583 году почти полностью разрушили крепость. Дошедшая до нашего времени главная башня также была построена только в XVI веке.

### XIX век
После завершения Наполеоновских войн наступила эпоха мира и владельцы замка решили превратить бывшую крепость в респектабельную резиденцию, окружённую ухоженным парком. В числе прочих сооружений был построен изящный подвесной мост. Вокруг Виссекерке был разбит пейзажный парк в английском стиле.
По приказу виконта Филиппа Вилена (1778—1856) рядом с замком возвели изящную сторожку в неотюдоровском стиле. Внутренние помещения получили богатую отделку. Салон в стиле ампир появился по инициативе виконтессы Софи-Луизы-Зоэ де Фельц (1780—1853). В 1881 году в усадьбе провели капитальный ремонт и реставрацию. Одновременно был прорыт канал длиной 1400 метров, соединяющий пруды вокруг замка с Шельдой.
Замок оставался главной резиденцией дворянского рода Вилен на протяжении нескольких веков. Представители этой семья не раз становились мэров Базеля. На определённом этапе члены рода оставались на этой должности без перерыва 139 лет.

### XX век
Потомки семьи Вилен после завершения Первой мировой войны всё реже навещали родовую резиденцию, предпочитая проживать в других местах. Во второй половине XX века собственники приняли решение о продаже замка. В 1989 году комплекс был приобретен муниципалитетом Круибеке. С тех пор замок находится в собственности местного самоуправления. 4 августа 2022 года фламандский министр недвижимого наследия Маттиас Диепендале распорядился выделить на реставрацию сооружения 130 000 евро.

## Современное использование
В Виссекерке является местом культурных мероприятий и выставок. В летнее время здесь проводятся экскурсии.

## Описание
Большая часть построек комплекса датируются XIX и даже XX веками. Фасады претерпели серьёзные изменения, когда на рубеже веков владельцы решили провести не просто реставрацию, но и перестроить замок в неоготическом стиле. Основным строительным материалом служил кирпич. Старое средневековое ядро полностью скрыто более поздними пристройками.

## Висячий мост
Комплекс знаменит в числе прочего железным подвесным мостом. Это старейшее их сохранившихся сооружений такого типа в Европе. Первый цепной подвесной мост с деревянными трапами был построен в 1824 году по проекту Жана-Батиста Вифкена (1789—1854), инженера из Брюсселя. За образец он взял похожие сооружения в Англии. Причём инженер выбрал инновационную технику соединения частей конструкции с помощью болтов. Вифкен также разработал весьма экономичный способ строительства сложной подвесной системы с кирпичными парапетами. Позднее мост был модернизирован.
Несмотря на скромную длину пролёта в 20,5 метров, мост представляет важную ценность как образец промышленной архитектуры XIX века. Сохранились первоначальные колонны, подходы, цепные элементы и перила. В 2012 году завершилась реставрация моста.

## Галерея

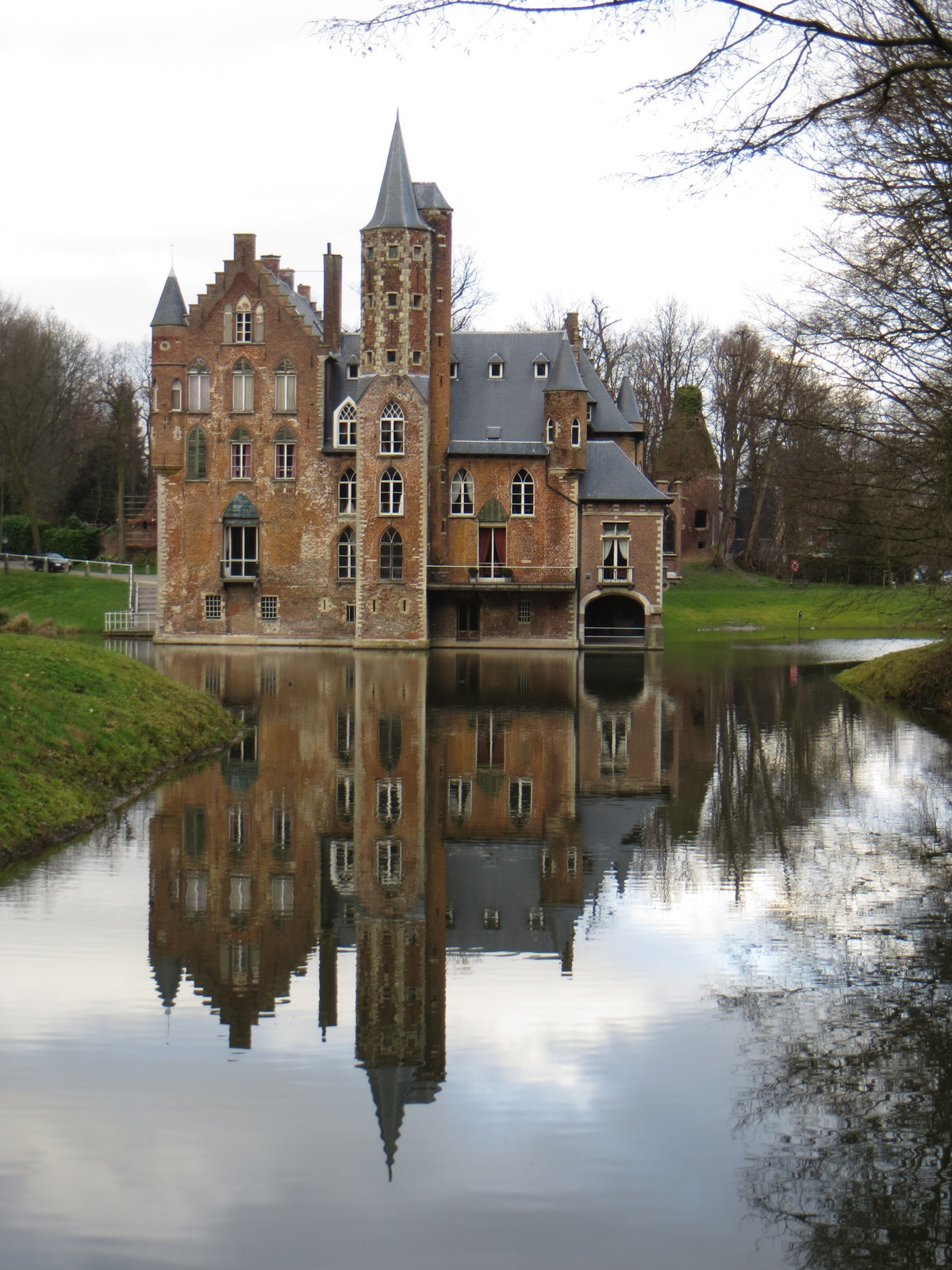
Вид замка со стороны пруда
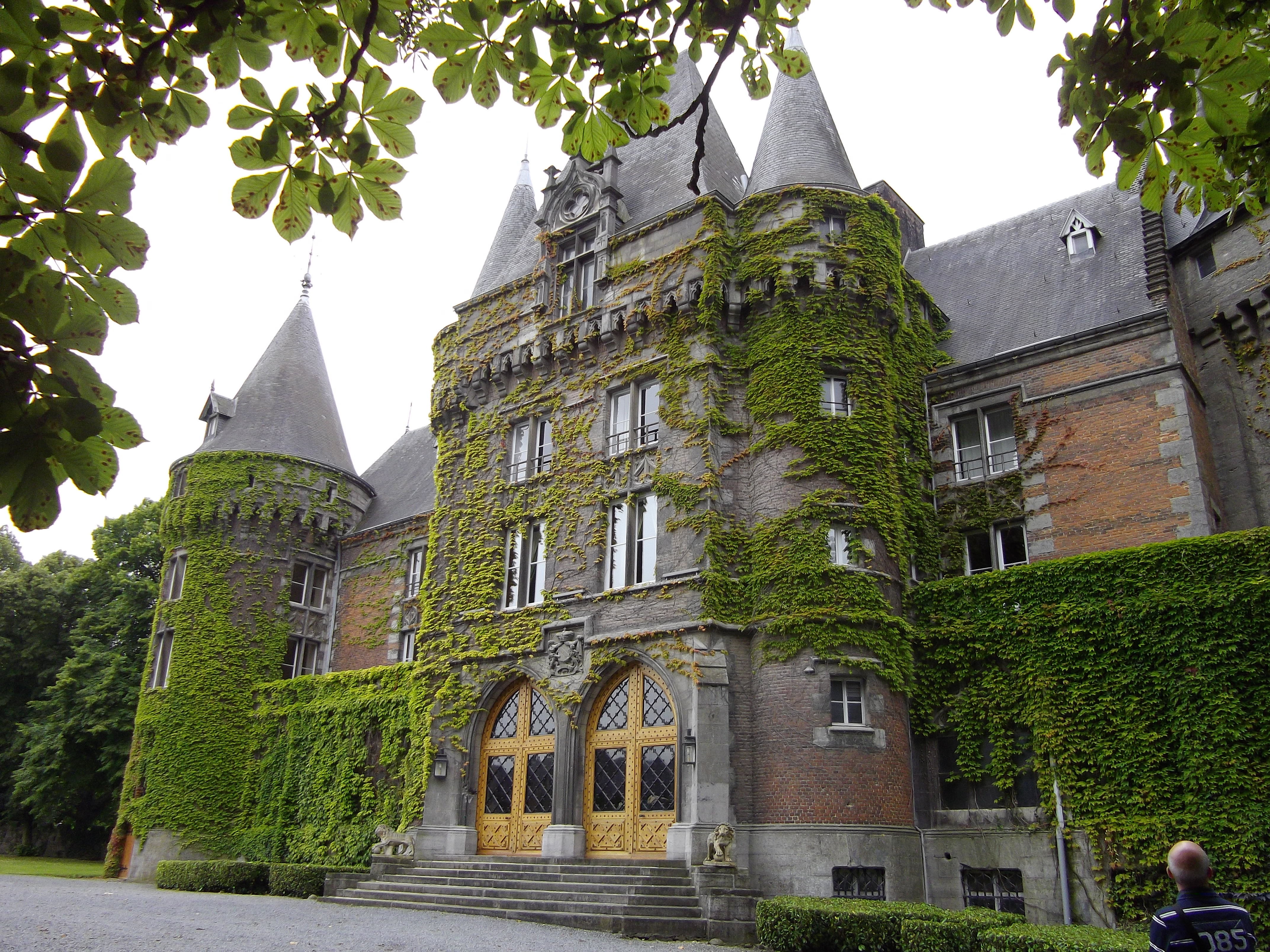
Главный вход в замок
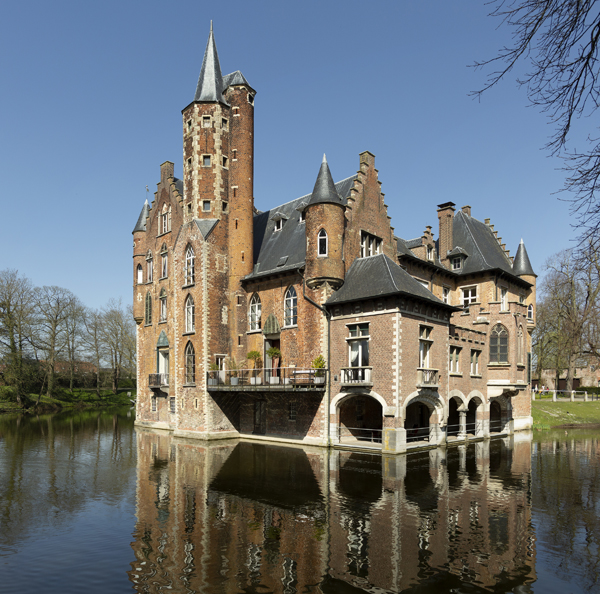
Вид замка с юго-восточной стороны
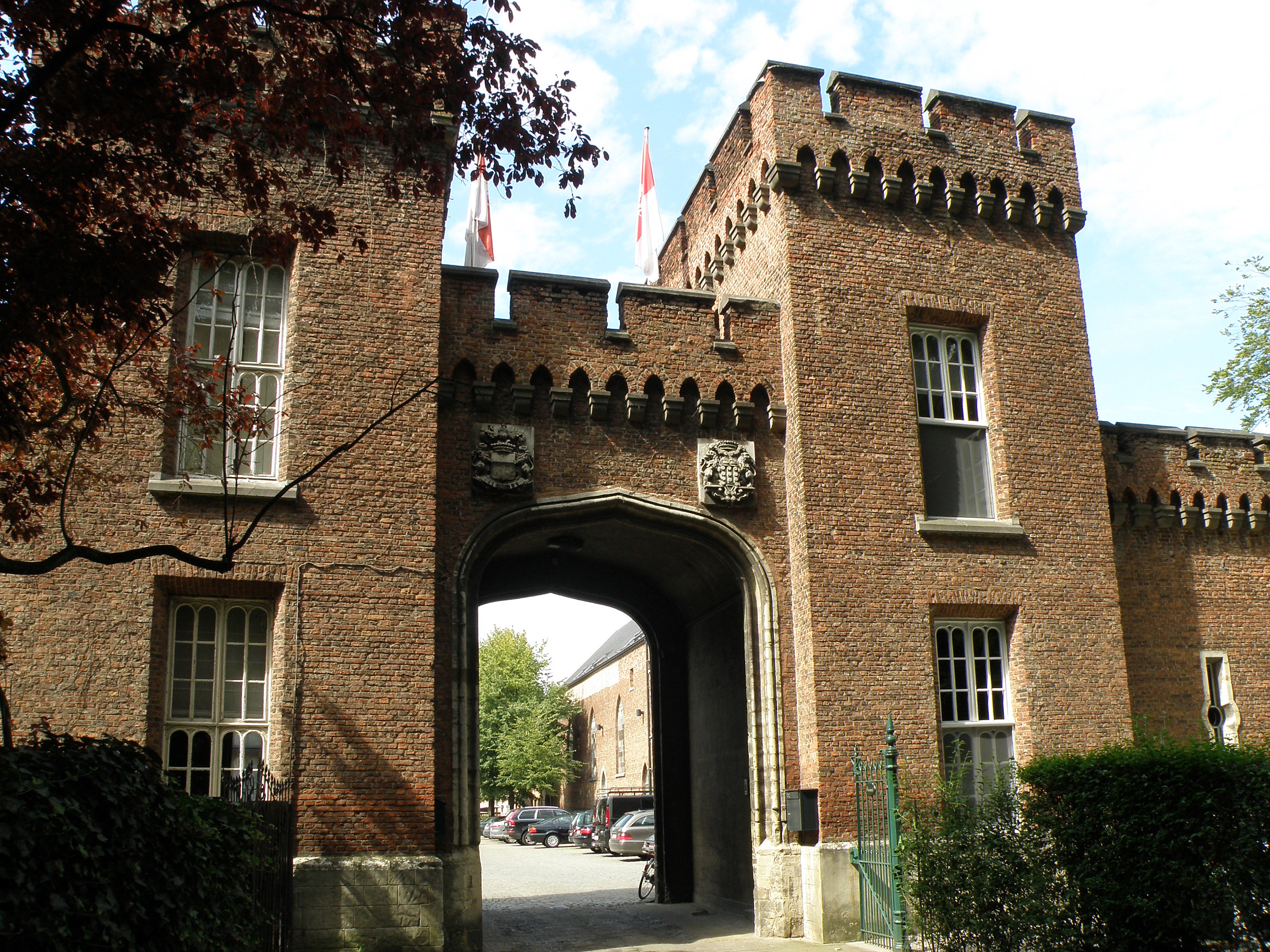
Ворота, ведущие в замок
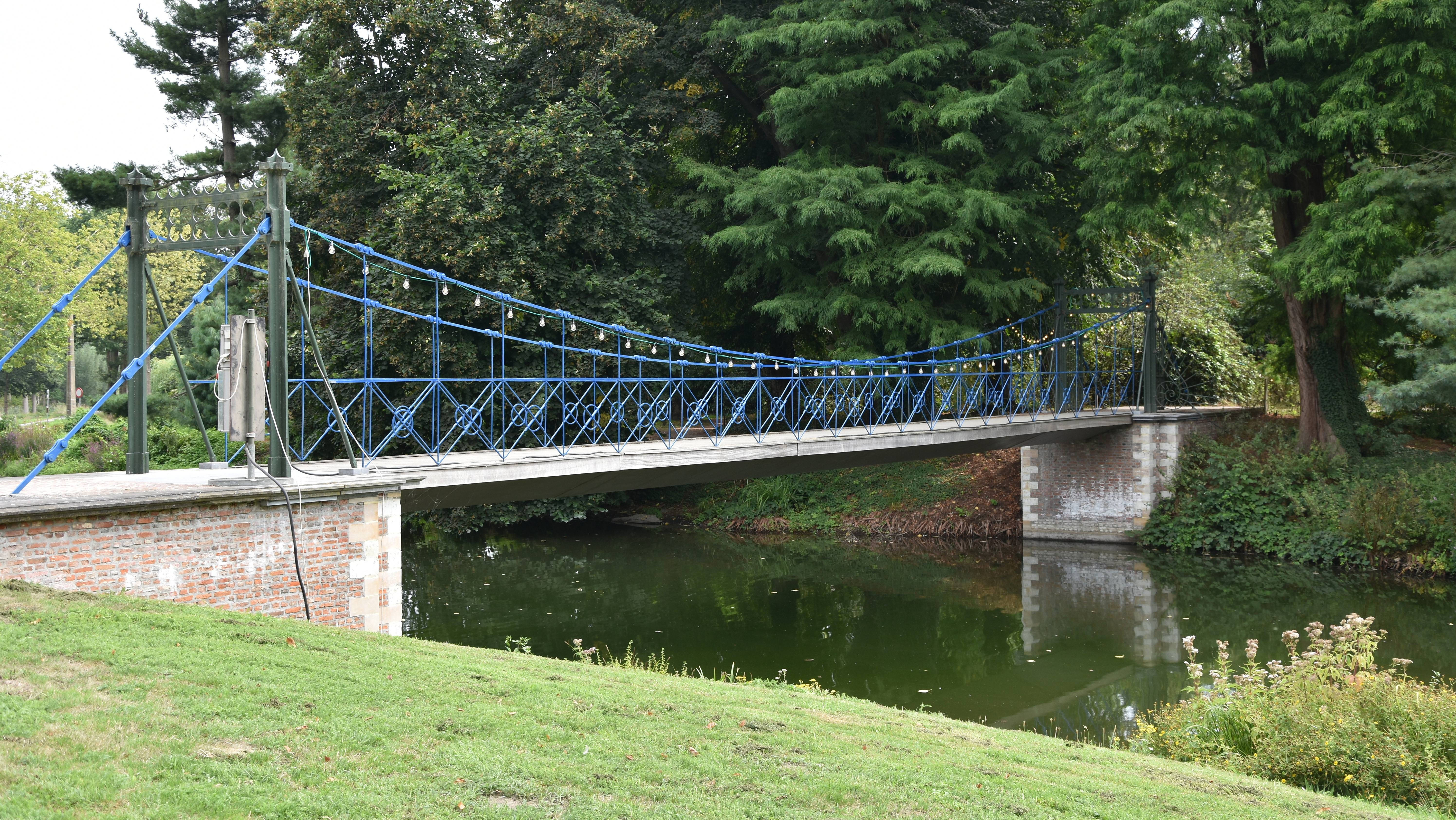
Висячий мост